# Distinguished Intelligence Medal

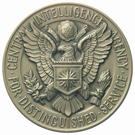
Distinguished Intelligence Medal

Die Distinguished Intelligence Medal (CIADIM, dt. „Medaille für ausgezeichneten Dienst“) ist eine Auszeichnung der Central Intelligence Agency (CIA) für überragende und außergewöhnliche Leistungen im nachrichtendienstlichen Einsatz oder entsprechender Verantwortung. Nur das Distinguished Intelligence Cross der CIA steht im Rang noch über der Distinguished Intelligence Medal.

## Bekannte Träger
- James Jesus Angleton
- Milton Bearden
- Gary Berntsen
- Cofer Black
- David Blee
- David W. Carey
- John W. Coffey
- William Colby
- James H. Critchfield
- James B. Donovan
- Carl E. Duckett

Ordensspange

- Major General Michael E. Ennis, US Marine Corps (USMC)
- Fritz Ermarth
- Robert Gates
- Sidney Gottlieb
- Richard Helms
- Dick Holm
- Robert M. Huffstutler
- Clarence Johnson
- Richard James Kerr
- George Kisevalter
- Ryszard Kukliński, polnischer CIA-Agent
- Arthur C. Lundahl
- James Pavitt
- Theodore Shackley
- Peter Sichel
- Admiral William O. Studeman, US Navy (USN)
- William H. Webster

## Sonstiges
Orden und Ehrenzeichen der CIA werden oft salopp jockstrap medals (Suspensorium-Medaillen) genannt, weil sowohl ihre Verleihung, als auch der Verleihungsgrund, der Geheimhaltung unterliegen, auch ist ihr Tragen in der Öffentlichkeit verboten.